# エジプト世界駅
エジプト世界駅（エジプトせかいえき、英語: Egypt World Station）は、2012年創刊のエジプト発の日本語フリーペーパー。エジプト政府観光局がオフィシャルスポンサーとなり年2回発行されている。親日家や、日本語を学ぶエジプトの若者たちを中心に、古代歴史から現代に至るまで様々な切り口でエジプトを紹介。大使館を始め、全国で開催中のエジプト展、大学、国際関連施設、レストラン、ベリーダンス教室等で配布されている。創始者であり、編集長はエジプトのタンタ市出身のAbdo Zidan。2016年7月時点、創刊号vol.1～最新号vol.10まで発行されている。